# Wappen der Falklandinseln
Das Wappen der Falklandinseln ist in dieser Form seit dem 29. September 1948 in Gebrauch.

## Beschreibung
Im blauen Schild drei nach unten verschobene weiße Wellenbalken. Oben steht am Balken ein weißes Schaf auf grüner Wiese. Ein dreimastiger Rahsegler mit goldenen Segeln, nur die mittleren Segel je Mast sind gesetzt, nach heraldisch rechtsfahrend ist über die Wellen gelegt und hat auf dem am Mittelmast geblähten Segel vier rote Kugeln und die roten Mastflaggen wehen gegen die Fahrtrichtung.
Unter dem Schild ein Spruchband mit dem Motto in englischer Sprache in schwarzen Majuskeln DESIRE THE RIGHT (Begehre das Rechte).
Symbolik:
Der Widder auf grünem Gras (Tussock) steht für die Wichtigkeit der Schafzucht auf der Insel. 
Das Schiff soll die Desire sein, mit dem John Davis die Insel 1592 entdeckte.

Flagge der Falklandinseln

Das Wappen ist auch auf der Flagge der Falklandinseln abgebildet.

## Ältere Symbole

1876–1925
1925–1948